# Altin Masati
Altin Masati ist ein ehemaliger albanischer Fußballspieler.

## Karriere
Masati begann seine Karriere in der Saison 1992/93 beim albanischen Verein FK Tomori Berat. 1993 wechselte er nach Rumänien zum Klub Oțelul Galați. Im Anschluss daran spielte er für Tractorul Brașov. Für Tractorul absolvierte er rund 96 Spiele. Im Jahr 1998 unterschrieb Masati beim Erstligisten FC Onești. 2000 beendete er seine Karriere.